# Meistera nilgirica
Meistera nilgirica là một loài thực vật có hoa trong họ Gừng. Loài này được V. P. Thomas và Mamiyil Sabu mô tả khoa học đầu tiên năm 2012 dưới danh pháp Amomum nilgiricum. Năm 2018, Jana Leong-Škorničková và Mark Newman chuyển nó sang chi Meistera mới được phục hồi.

## Từ nguyên
Tính từ định danh nilgiricum lấy theo nơi thu mẫu là vùng đồi Nilgiri ở Tây Ghats.

## Phân bố
Loài này có trong khu vực tây nam Ấn Độ (bang Kerala).